# ترومف (شركة)
مجموعة ترومف Trumpf Group (الإملاء الصحيح: TRUMPF Group ) هي شركة مقرها في ديتزينجين بالقرب من شتوتغارت . تعد شركة ترومف واحدة من أكبر موردي الأدوات الآلية في العالم.  مع أكثر من 70 شركة فرعية عاملة ، فإن مجموعة Trumpf ممثلة في جميع الأسواق المهمة في جميع أنحاء العالم. مواقع الإنتاج موجودة في ألمانيا والصين وفرنسا وبريطانيا العظمى وإيطاليا واليابان والمكسيك والنمسا وبولندا وسويسرا وجمهورية التشيك والولايات المتحدة الأمريكية .

## مجالات العمل
تنقسم مجموعة ترومف إلى مجالي عمل هما : عدة أدوات الآلات وتكنولوجيا الليزر. يتم دمجها تحت مظلة شركة إدارة قابضة ، اسمها Trumpf SE + Co. KG. 

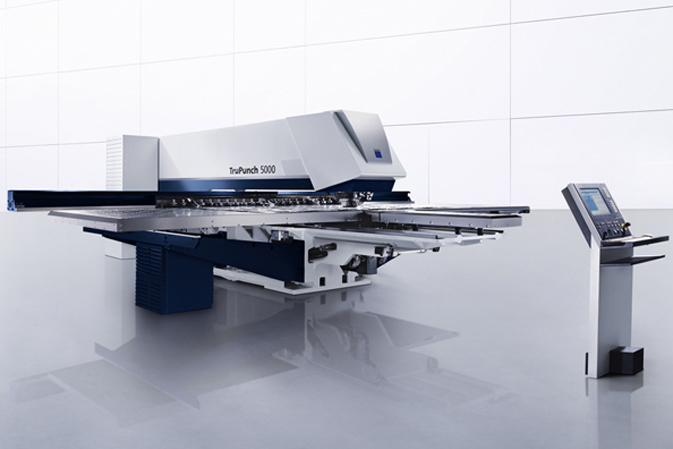
ماكينة التخريم

### ألات العدة الصناعية
تمثل الأدوات الآلية لمعالجة الصفائح المعدنية والأنابيب المرنة الحصة الأكبر من المبيعات. تقوم شركة ترومف بتصنيع آلات التثقيب ، والانحناء ، وعمليات الليزر المثقوبة المدمجة ، وعمليات التقطيع بالليزر وتطبيقات اللحام بالليزر .  هناك أيضًا حلول للأليات وبرامج للإنتاج الشبكي.

### تقنية الليزر
تشتمل مجموعة منتجات تكنولوجيا الليزر على أنظمة الليزر للقطع واللحام والمعالجة السطحية للأجزاء ثلاثية الأبعاد ، بالإضافة إلى مصادر طاقة المعالجة للتطبيقات الصناعية. يقدم ترومف ليزر ثاني أكسيد الكربون عالي الأداء ،  و ليزر قرصي وألياف ،و ليزر ديود مباشر ،و ليزر نبضي قصير للغاية ، و ليزر أنظمة كتابة. تمت إضافة آلات الطباعة ثلاثية الأبعاد للمكونات المعدنية إلى مجموعة المنتجات في عام 2015. يتم استخدام الليزر ، على سبيل المثال ، في هندسة السيارات ، والتكنولوجيا الطبية ، وإنتاج الصفائح المعدنية ، وفي صناعات الإلكترونيات والخلايا الكهروضوئية.

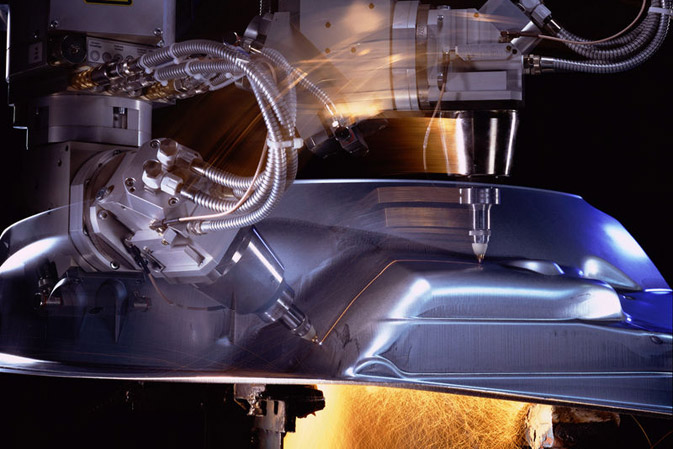
قطع بالليزر ثلاثي الأبعاد

### الخدمات المالية
يتم استخدام نطاق العمل هذا لتمويل المبيعات . حصلت شركة Trumpf Financial Services GmbH على ترخيص مصرفي في ربيع عام 2014.   تنتمي الشركة إلى الرابطة الفيدرالية لشركات التأجير الألمانية ورابطة Bankenfachverband المسجلة.  

### منصة الأعمال الرقمية
في عام 2015 ، أسست ترومف شركة Axoom الفرعية. تقوم بتطوير وتشغيل منصة أعمال رقمية لشركات التصنيع. في يوليو 2019 ، أعلنت شركة ترومف أن GFT Technologies SE ستتولى أنشطة الأعمال وموظفي AXOOM في موقع كارلسروه.

### شكل جديد من إنتاج الرقائق
بالنسبة لابتكار شكل جديد في إنتاج الرقائق ، طورت ترومف ، مع شركتي Zeiss وASML ، نظام ليزر يستخدم الطباعة بنظام EUV لإضاءة الرقائق بغرض أنتاجها.
يوم 25. في 1 نوفمبر 2020 ، فاز المشروع نظام ليزر ترومف لانتاج أنصاف الموصلات (Trumpf Lasersystems for Semiconductors Manufacturing GmbH ، وشركة Carl Zeiss SMT GmbH ، ومعهد فراونهوفر للبصريات التطبيقية والهندسة الدقيقة IOF) بجائزة المستقبل الألمانية ، التي يمنحها الرئيس الفيدرالي سنويًا. 

## التأريخ

### البدايات
في عام 1923 ، استحوذ كريستيان ترومف واثنان من شركائه على ورشة العمل الميكانيكية Julius Geiger GmbH في شتوتغارت. قامت الشركة بتصنيع أعمدة مرنة ، والتي تستخدم في آلات لتصنيع المعادن ، من بين أشياء أخرى ، والمقصات اليدوية التي تعمل بمحرك لقطع الصفائح المعدنية. في عام 1933 ، انتقلت الشركة إلى ضاحية فيليمدورف في شتوتغارت. وظف ترومف حوالي عشرين عاملاً فرنسيًا بالسخرة خلال الحرب. نجت مرافق الإنتاج من سنوات الحرب دون أن تتضرر. 

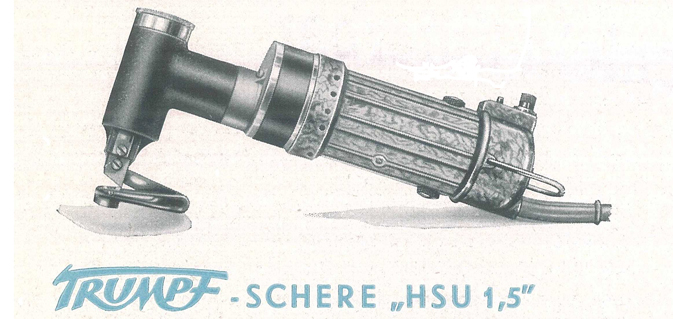
واحدة من أولى المقصات اليدوية الآلية

### سنوات الازدهار الاقتصادي
كانت الآلات الثابتة لمعالجة الصفائح المعدنية جزءًا رئيسيًا من مجموعة المنتجات في فترة ما بعد الحرب. في عام 1950 ، وظفت ترومف 145 شخصًا وتجاوزت المبيعات مليون مارك ألماني لأول مرة. بعد عشر سنوات كان هناك 325 موظفًا وبلغ حجم مبيعاتها 11 مليون مارك ألماني. في عام 1963 ، أسست الشركة أول شركة أجنبية لها في بار في كانتون تسوغ السويسري.

### سوق عالمي

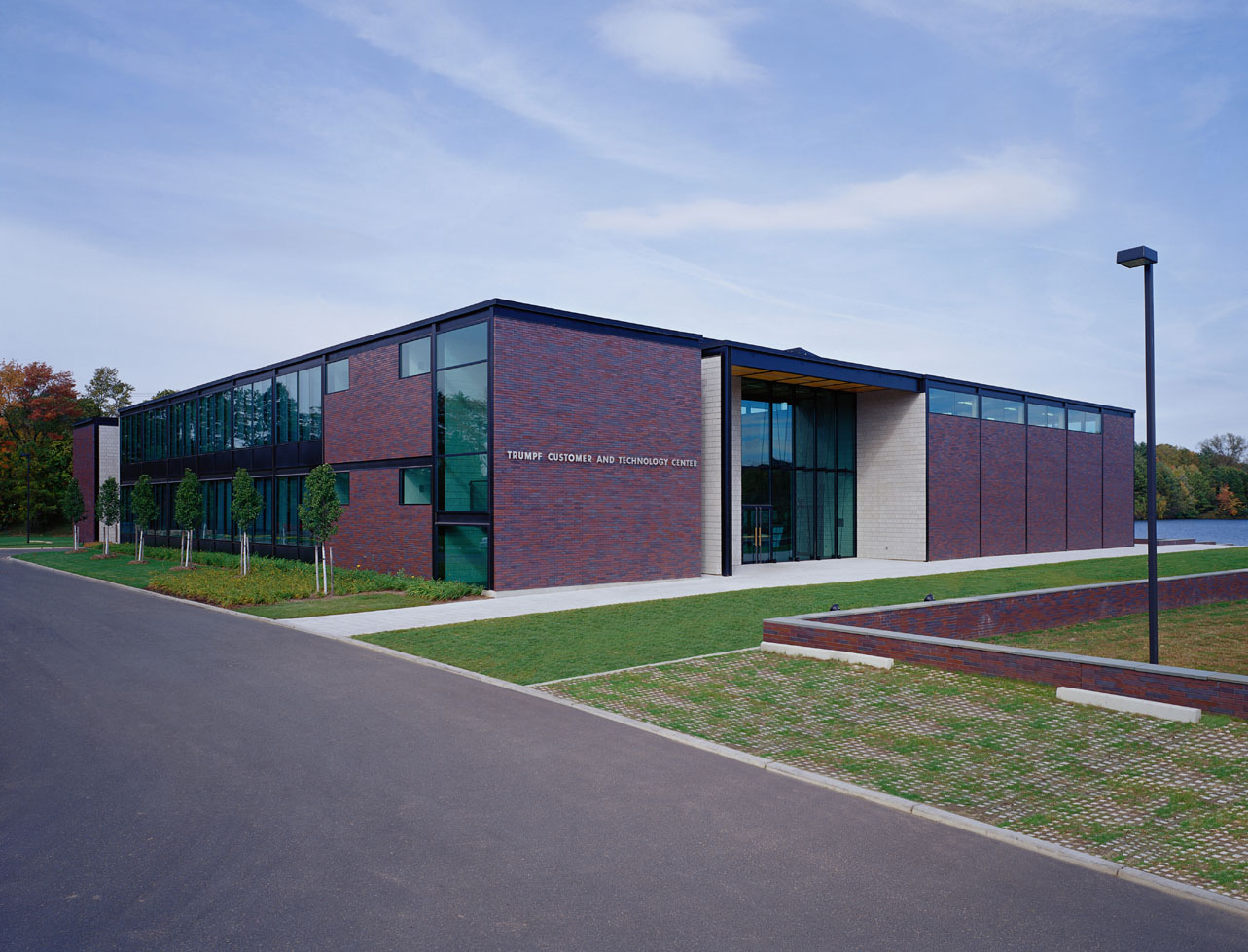
موقع Trumpf في فارمنجتون ، كونيتيكت ، الولايات المتحدة الأمريكية

في عام 1968 ، قام Trumpf بتصنيع TRUMATIC 20 ، أول آلة معالجة صفائح معدنية ذات تحكم رقمي في المسار . بصرف النظر عن تغييرات الأداة ، مكّن هذا الجهاز من سير عمل آلية بالكامل. يتم تخزين جميع المعلومات الخاصة بمعالجة قطعة العمل على شريط مثقوب .
بعد عام ، أنشأت الشركة شركة فرعية في فارمنجتون ، كونيتيكت ، في الولايات المتحدة. تعد فارمنجتون الآن ثاني أكبر موقع للشركة والمقر الرئيسي للسوق الأمريكي بأكمله. في عام 1972 ، نقلت ترومف مقرها إلى ديتزينجين. وفي عام 1978 أصبح Berthold Leibinger شريكًا إداريًا وأسس شركة فرعية في اليابان في نفس العام.
باستخدام مثال شركة ترومف الرائدة في السوق العالمية ، تم عرض التوجه المستقبلي وتركيز الشركات في نفس الصناعة كمثال. 

### الليزر

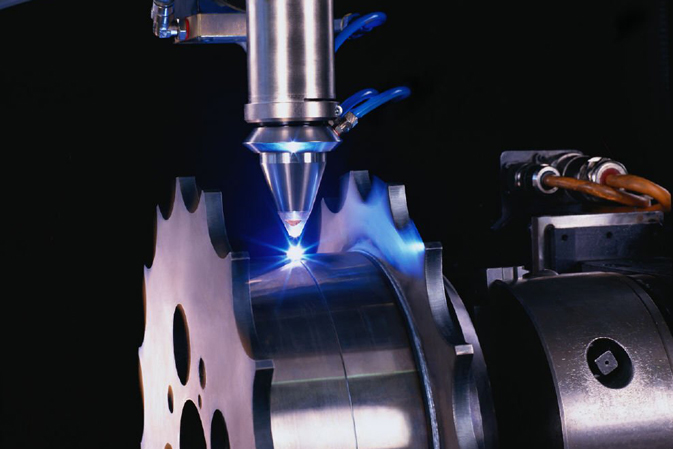
اللحام بالليزر للصفائح السميكة

في عام 1985 ، قدمت شركة Trumpf ليزر ثاني أكسيد الكربون الخاص بها ، وهو LASER TLF 1000. كانت لديه قوة شعاع تزيد عن 1 kW وكان أول مرنان ليزر مضغوط بإثارة عالية التردد. وتأسست شركة ترومف لتقنية الليز Trumpf Lasertechnik GmbH في عام 1988.
في عام 1992 ، بدأت الأنشطة في ليزر الحالة الصلبة بحصة في شركة Haas Laser GmbH في شرامبرج . الشركة الآن بنسبة 100% تتبع مجموعة Trumpf. في مقر Ditzingen ، يوم 20 تم افتتاح مصنع ليزر جديد في نوفمبر 1998. 
في عام 2020 ، أكملت شركة Trumpf إعادة تسمية العلامة التجارية للشركة الفرعية SPI Lasers ( ألياف الليزر ) المملوكة بالكامل لها ودمجها في مجموعة ترومف وتحت العلامة التجارية ترومف. تقوم شركة SPI Lasers UK Ltd. مقرها في ساوثهامبتون (المملكة المتحدة) يتم تداولها الآن تحت اسم Trumpf Laser UK Ltd. 

### مجالات عمل جديدة
في التسعينيات ، وسعت شركة ترومف نطاق منتجاتها من خلال دمج تقنيات إضافية مثل الانحناء (1992) ومعالجة الأنبوب (1999). فتحت شركة ترومف أيضًا مجالات عمل جديدة تمامًا مثل التكنولوجيا الطبية ، والتي تم بيعها مرة أخرى في عام 2013.

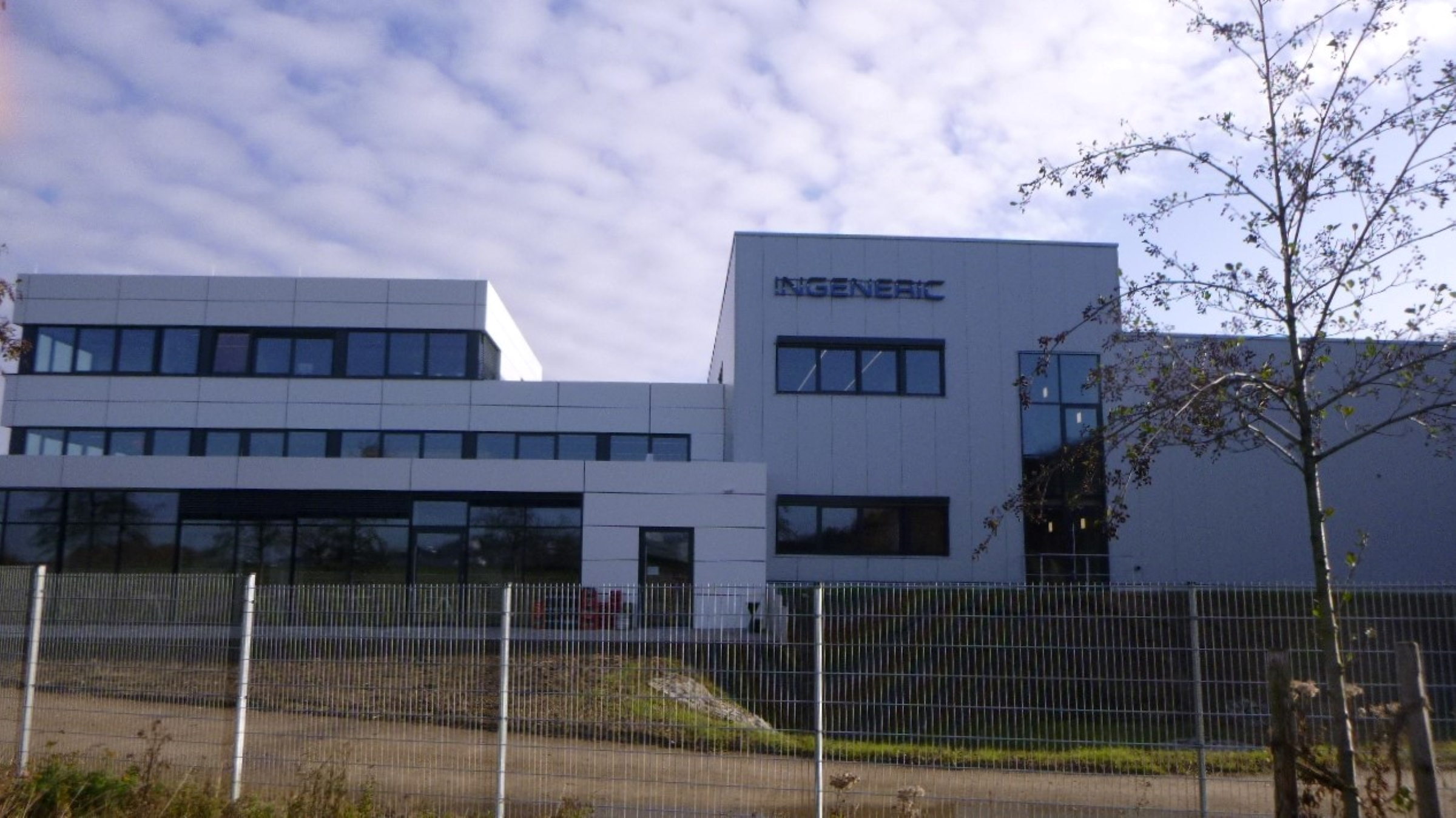
موقع الشركة التابعة لشركة INGENERIC في Baesweiler ضمن منطقة التكنولوجيا في آخن.

منذ عام 2013 ، امتلكت Trumpf شركة INGENERIC GmbH ،  وهي شركة مصنعة للبصريات الدقيقة والمكونات البصرية.

### تغيير الأجيال
في عام 2005، وقبل وقت قصير من عيد ميلاده الخامس والسبعين. في عيد ميلاده ، استقال برتولد ليبنجر من الإدارة بعد 40 عامًا. أصبحت ابنته نيكولا ليبينجر كامولر الرئيس التنفيذي الجديد.  بالإضافة إلى شقيقها بيتر ليبنجر ، نائب رئيس مجلس الإدارة ، فإن زوجها ماتياس كامولر هو أيضًا عضو في مجلس الإدارة. 

### مصنع ذكي
في سبتمبر 2017 ، افتتحت الشركة مركزًا تكنولوجيًا جديدًا لحلول الصناعة 4.0 في شاومبورغ ، إلينوي ، موجهًا نحو عمليات الإنتاج الشبكية الرقمية. 

## الشخصيات الرئيسية في مجموعة ترومف

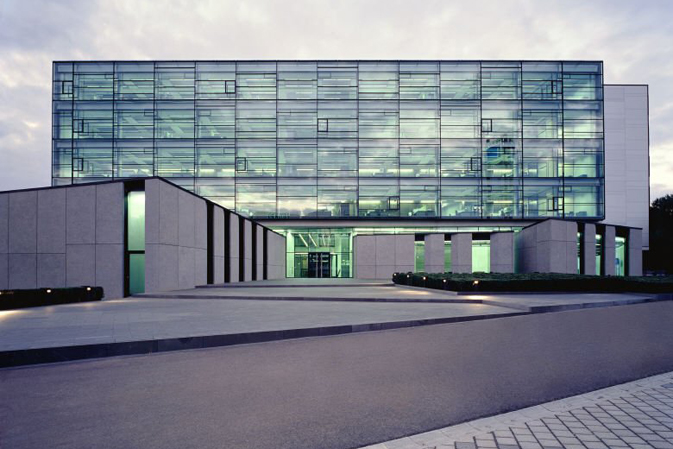
بناء في المقر الرئيسي في Ditzingen

## اقرأ أيضا
- شركة ال جي شيم كوريا